# 歪子镇

## 歪子镇
位于中國河南省西南部。是南阳市新野县最北边的一个镇，与邓州、卧龙、宛城三市区相毗邻，面积120平方千米。
辖史营村、岗头村、黄营村、三河村、棉花庄村、老庙村、马渠湖村、寺门村、歪子村、于营村、冯庄村、官寺村、汤庄村、常蝉庵村、老庄村、周单庄村、肜庄村、莫李营村、彭庄村、蟒张营村、王小桥村、韩何营村22个行政村，108个自然村，296个村民小组，1.69万户，人口6.9万人，耕地9.9万亩。
距离新野县城26千米，距离南阳市约70千米。
二广高速公路（二连浩特——广州）从镇上穿过，并在镇上设有二广高速歪子进出口（新野北），交通便利。

## 歪子的历史渊源
歪子汉时建村，村随岗势，歪过子午线呈东北、西南丑未向，故定名歪子。
明代以前歪子称“北正店”，嘉靖年间，河南巡抚巡视至此，问及“北正店”时，巡抚笑戏曰：“何也？‘不正店’而已！”，后演绎不正店为歪子。清同治二年筑寨，名宝善寨，今寨沟尚存。

## 风景名胜

### 省级文物保护单位——凤凰山遗址
凤凰山遗址位于寺门村北，高出地面5米，南北长550米，东西宽460米，面积约25万平方米。文化层厚5米，分5层：第一层是扰乱的文化层；第二层是主要含龙山文化陶片（出土有折腹罐形鼎、直口罐、刻槽盆、镂孔豆、三角形石斧、陶纺轮等）；第三层为倒塌的红烧墙壁残块；第四层含屈家岭文化陶片（出土有夹砂灰陶罐形鼎、宽扁状足鼎、高柄杯、圈足盘盆、钵等）；第五层含仰韶文化陶片（出土有仰韶时期的彩陶盆、夹砂红陶釜形鼎、鸭嘴足鼎及红陶钵、盆、怀等）。

### 国之瑰宝——明代玉杯“一捧雪”
传世400余年的玉杯“一捧雪”为明末太常寺正卿莫怀古之儒家瑰宝。玉杯为白色略透淡绿，口径7厘米，深2.5厘米，壁厚0.2厘米，杯身琢一梅枝攀绕，枝上有大小不等的花朵。据传斟酒后，酒液波动，犹如雪花飞舞，故名“一捧雪”。经故宫博物院鉴定，玉料出自新疆和田，是明代玉器之珍品，为国家二级文物，此杯现存于莫李营村。歪子村农民作家陈春昌以“一捧雪”的沉浮历史为素材，创作了50余万字的长篇小说《魂飞情荡一捧雪》（河南人民出版社出版）。

### 新野八景之一——蔓山晴雪
史营村前沙窝自然村东有史称“新野九架孤山”之一的蔓荆山，以历史上盛产蔓荆而闻名。此沙山紧靠白河西岸，南北长1500米，东西宽300米，高30米，远远望去，只见一片白色沙滩似晴天落雪，雪后初晴，被世人称之谓新野八景之一——蔓山晴雪。

### 卧龙余脉——岗头
位于伏牛山南麓的卧龙岗因诸葛亮躬耕陇亩而闻名于世。此岗纵贯卧龙区和歪子镇东部，余脉延伸到岗头，一道脉气由卧龙岗逶迤南下至此，故名岗头村。这里河岸陡峻，地势高隆，向南是一览无余的平原地带。诸葛亮是华夏聪明才智第一人，卧龙岗是他初出茅庐的发祥地。岗头村与卧龙岗一脉相承，应为歪子人民所自豪。古时人们崇信风水，为镇住地气到此不再南泻，先后在这里修建起观音阁和文昌庙、老君庙、三官庙等庙宇。其中观音阁长宽各8米，高10余米，底层拱门高约5米，宛如城门，门下数十级石阶直达水边，上层高约6米，飞檐斗拱，雕梁画栋，气势雄伟壮观。每年正月十五，周围数十村民众都要在这里举办焰火盛会。

### 水上公园——荷花湖
位于歪子镇西郊的荷花湖是镇政府投资在泥河、华河、礓石河三水交汇处拦坝兴建的一座水上公园。千亩湖面可蓄水百万立方米。湖岸长堤蜿蜒曲折，绿树鲜花环绕周边，亭台榭阁镶嵌其间，中心岛上绿萌映掩别墅小楼，辽阔湖面碧波荡漾，湖边点缀片片荷塘。游人到这里春看桃花李白，夏观清塘荷韵，秋摘时今鲜果，冬赏银装素裹，四季尽是自然美景和平原秀色。荷花湖确是一个避暑度假、休闲娱乐、观赏田园风光、体验农家生活的好乐园，让游客垂钓迷时忘器尘，荡舟深处见幽情。随着设施的配套完善，荷花湖将以自然与人工的完善结合和独具特色的农家旅游，成为周边县市游人向往的世外桃源。

## 城镇建设
近年来，严格按照“规划、建设、管理、经营”四位一体的小城镇发展战略，已建3.2平方公里，常住人口2.1万人，城镇化率达到35%。目前，已形成“四纵八横”的集镇框架。主要街道全部实现了硬化、绿化、亮化、美化，主次干道硬化率达95 %，路灯明灯率达98%。镇区已建成工业区、商贸区、专业市场12处，商业承载量日益提高，集镇年贸易额达3亿元。同时，注重提升集镇品位，配套设置了垃圾箱、果皮箱，对卫生秩序管理进行承包，实行全天候保洁。2005年跻身南阳市“50强”乡镇，2006年被市委、市政府评为“四星级”集镇。镇西为荷花湖休闲娱乐区；镇中为以人民路、宝善路为主体的商贸办公区；镇东为以“四赵路”两则为主的工业园区。全镇三位一体，布局合理，功能逐步配套。街道宽阔平坦，人行道彩砖铺地，两旁林荫夹道，门店经营规范，入夜华灯齐放，居民举止文明。歪子正以绿镇、水镇、中州古镇、文明集镇的崭新面貌对外开放，成为新野璀璨耀眼的卫星城镇。